# Posta Fibreno
Posta Fibreno település Olaszországban, Lazio régióban, Frosinone megyében. Lakosainak száma 1021 fő (2023. január 1.). Posta Fibreno Alvito, Broccostella, Fontechiari, Vicalvi és Campoli Appennino községekkel határos.

## Népesség
A település lakossága az elmúlt években az alábbi módon változott:
| Lakosok száma | 1127 | 1101 | 1021 |
|               | 2017 | 2018 | 2023 |